# 지금 그대
지금 그대는 대한민국 가수 천상지희 다나&선데이의 MBC 드라마 애정만만세 O.S.T. Part 4 디지털 싱글 앨범이다. 2011년에 발매되었다. 타이틀곡은 《지금 그대》이다.

## 수록곡
1. 지금 그대